# Peter Teichner
Peter Teichner (Bratislava, Tchecoslováquia, 30 de junho de 1963) é um matemático eslovaco. É desde 2008 diretor do Instituto Max Planck de Matemática em Bonn. Suas principais área de pesquisa são topologia e geometria.

## Biografia
Obteve em 1992 um doutorado na Universidade de Mainz, orientado por Matthias Kreck, com a tese Topological four-manifolds with finite fundamental group.
Foi palestrante convidado do Congresso Internacional de Matemáticos em Pequim (2002: Knots, von Neumann Signatures and Grope Cobordism.

## Publicações selecionadas
- Teichner What is a Grope ?, Notices American Mathematical Society, September 2004, Online
- Teichner, Stephan Stolz Supersymmetric field theories and generalized cohomology, Preprint, 2011, to appear in Mathematical Foundations of Quantum Field Theory and Perturbative String Theory, Proceeding of the AMS, 2011
- Kreck, Matthias; Lück, Wolfgang; Teichner, Peter Stable prime decompositions of four-manifolds. Prospects in topology (Princeton, NJ, 1994), 251–269, Ann. of Math. Stud., 138, Princeton Univ. Press, Princeton, NJ, 1995.
- Freedman, Michael H.; Teichner, Peter 4-manifold topology. II. Dwyer's filtration and surgery kernels. Invent. Math. 122 (1995), no. 3, 531–557. Online
- Freedman, Michael H.; Teichner, Peter 4-manifold topology. I. Subexponential groups. Invent. Math. 122 (1995), no. 3, 509–529. Online
- Kreck, Matthias; Lück, Wolfgang; Teichner, Peter Counterexamples to the Kneser conjecture in dimension four. Comment. Math. Helv. 70 (1995), no. 3, 423–433. Online
- Teichner, Peter 6-dimensional manifolds without totally algebraic homology. Proc. Amer. Math. Soc. 123 (1995), no. 9, 2909–2914.
- Freedman, Michael H.; Krushkal, Vyacheslav S.; Teichner, Peter van Kampen's embedding obstruction is incomplete for 2-complexes in R4. Math. Res. Lett. 1(1994),  no. 2, 167–176.
- Hambleton, Ian; Kreck, Matthias; Teichner, Peter Nonorientable 4-manifolds with fundamental group of order 2. Trans. Amer. Math. Soc. 344 (1994), no. 2, 649–665.
- Teichner, Peter On the signature of four-manifolds with universal covering spin. Math. Ann. 295 (1993), no. 4, 745–759. Online